# Raba Wyżna (gmina)
Raba Wyżna – gmina wiejska w województwie małopolskim, w powiecie nowotarskim. W latach 1975–1998 gmina położona była w województwie nowosądeckim.
Siedziba gminy to Raba Wyżna.
Według danych z 30 czerwca 2007 gminę zamieszkiwały 13 632 osoby.

## Struktura powierzchni
Według danych z roku 2002 gmina Raba Wyżna ma obszar 88,28 km², w tym:
- użytki rolne: 55%
- użytki leśne: 38%

Gmina stanowi 5,99% powierzchni powiatu.

## Demografia

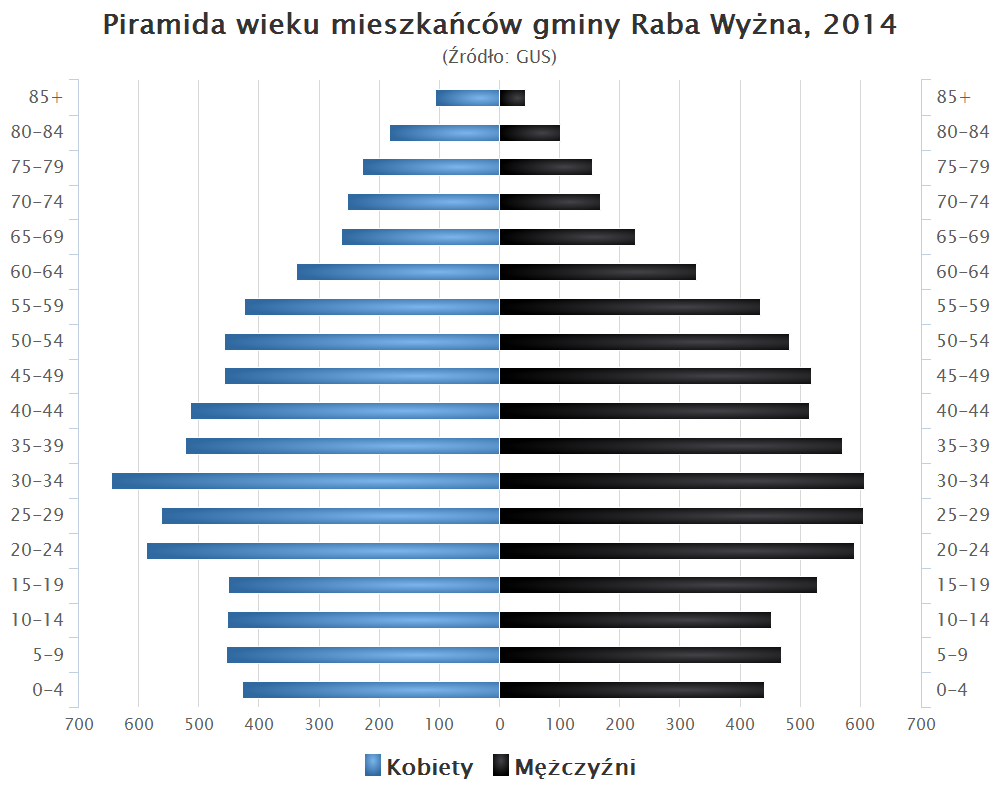
Piramida wieku mieszkańców gminy Raba Wyżna w 2014 roku

Dane z 28 lutego 2015:
| Opis                              | Ogółem | Ogółem | Kobiety | Kobiety | Mężczyźni | Mężczyźni |
| --------------------------------- | ------ | ------ | ------- | ------- | --------- | --------- |
| jednostka                         | osób   | %      | osób    | %       | osób      | %         |
| populacja                         | 14643  | 100    | 7360    | 50,26   | 7283      | 49,74     |
| gęstość zaludnienia (mieszk./km²) | 165,87 | 165,87 | 83,37   | 83,37   | 82,50     | 82,50     |

## Sołectwa
- Raba Wyżna
- Skawa
- Rokiciny Podhalańskie
- Sieniawa
- Bielanka
- Podsarnie
- Harkabuz
- Bukowina-Osiedle

## Sąsiednie gminy
Czarny Dunajec, Jabłonka, Jordanów (miasto), Jordanów, Lubień, Nowy Targ, Rabka-Zdrój, Spytkowice